# Taunsa
Taunsa är en stad i distriktet Dera Ghazi Khan i den pakistanska provinsen Punjab. Folkmängden uppgick till cirka 100 000 invånare vid folkräkningen 2017.